# Sicherheitsgurt

Piktogramm M020 nach ISO 7010: Rückhaltesystem benutzen

Ein Sicherheitsgurt oder Anschnallgurt ist ein Rückhaltesystem vor allem in Kraftfahrzeugen, Flugzeugen und anderen Verkehrsmitteln. Mitunter wurden Sitze in Bunkeranlagen mit Sicherheitsgurten ausgestattet.
Die Fahrzeuginsassen werden dabei im Falle von durch Unfallsituationen hervorgerufenen Fahrzeugverzögerungen von stabilen, mit der Karosserie verbundenen Gurten gehalten und können somit nicht durch das Fahrzeug oder gar aus diesem hinaus geschleudert werden. Der Sicherheitsbonus der Knautschzone kommt so auch den Insassen zugute. Zudem dehnen sich die Gurte bei einem Aufprall, um die Verzögerungskräfte zu begrenzen. Moderne Gurtsysteme sind zusätzlich mit Gurtstraffern und Gurtkraftbegrenzern versehen. Im Bereich der Arbeitssicherheit wird Sicherheitsgurt auch als Oberbegriff für bestimmte Persönliche Schutzausrüstungen wie Auffanggurte und Haltegurte verwendet.

## Geschichte

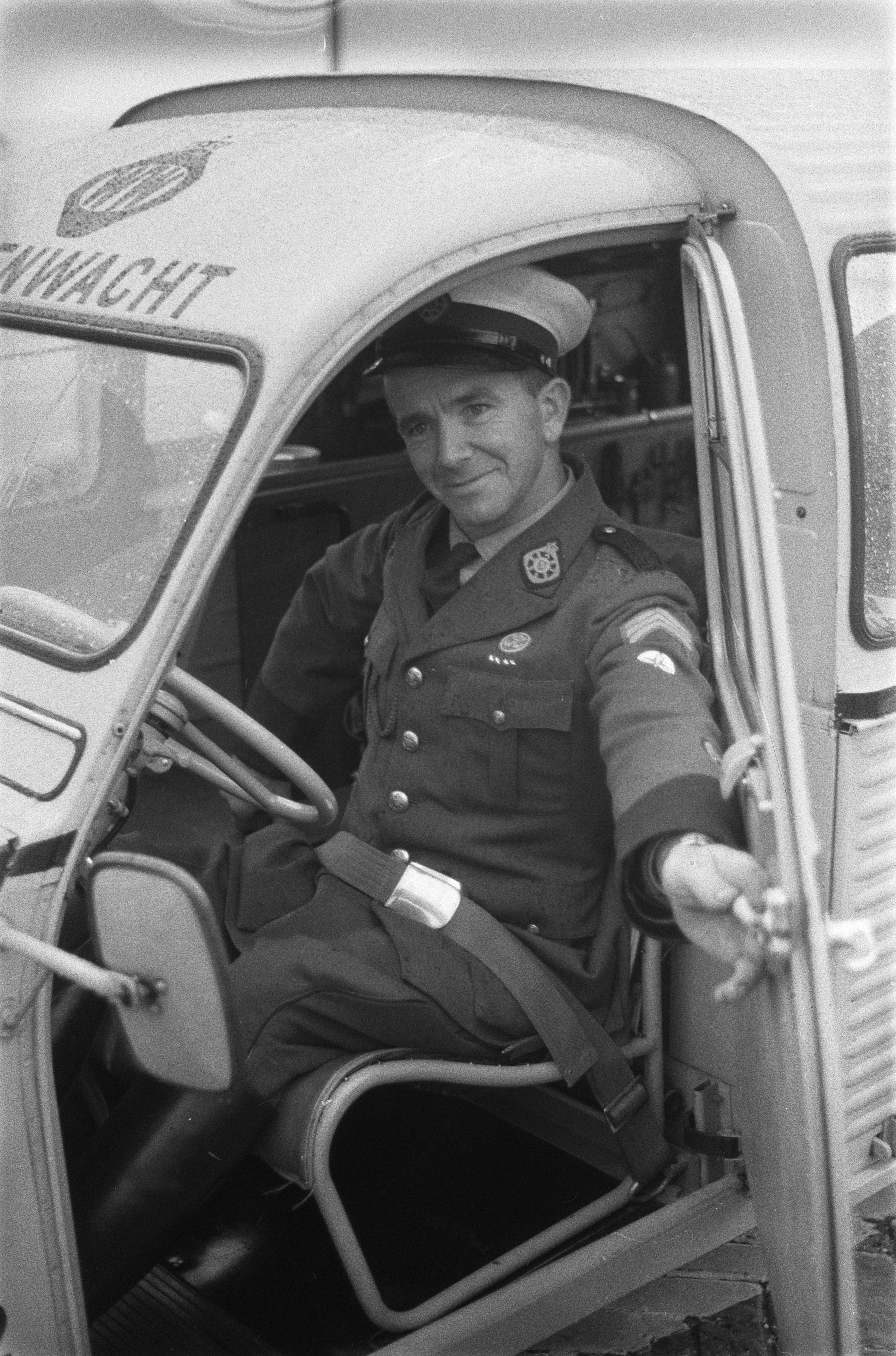
Manueller Beckengurt, 1960 (Pkw)

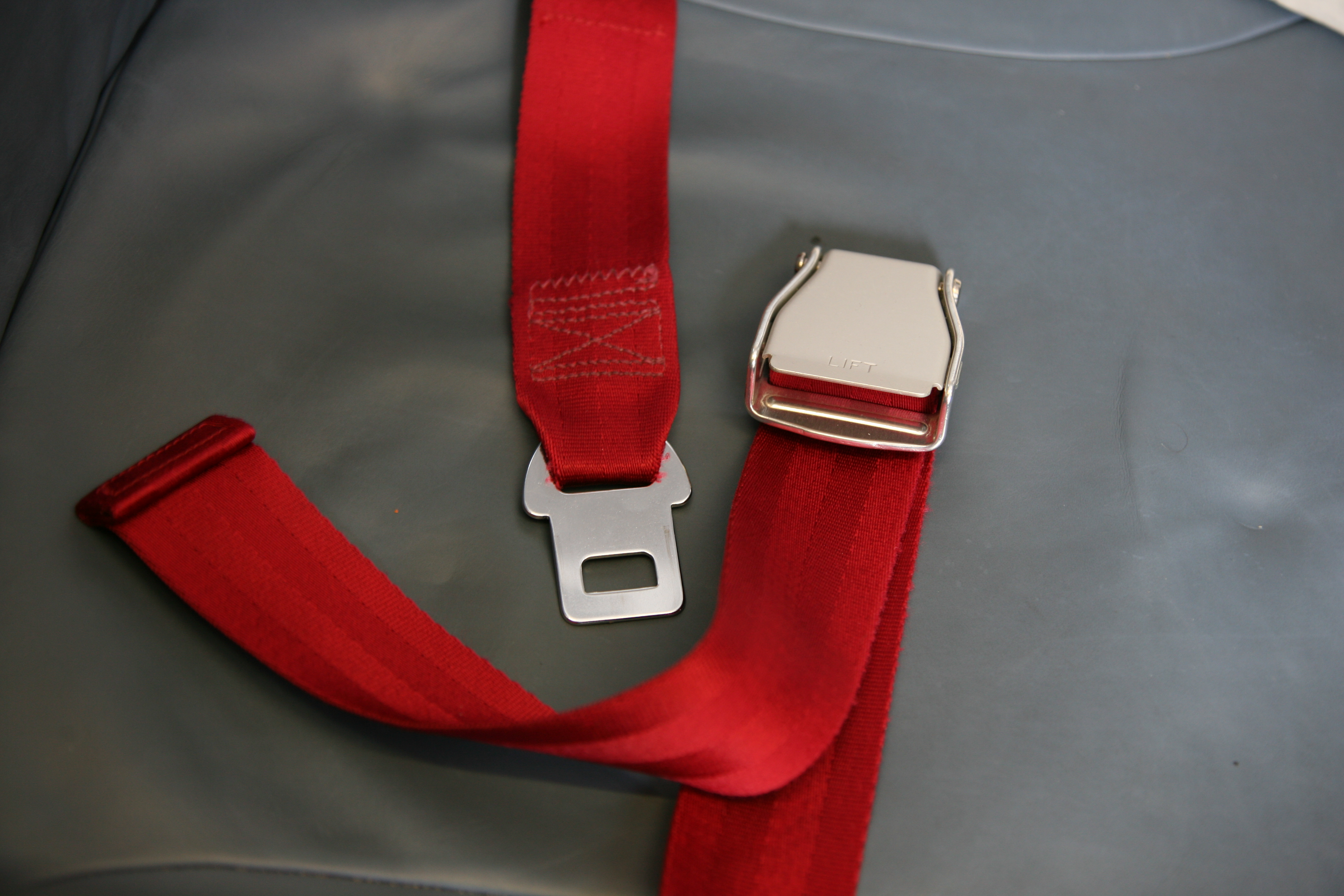
Zweipunkt-Beckengurt (Flugzeug)

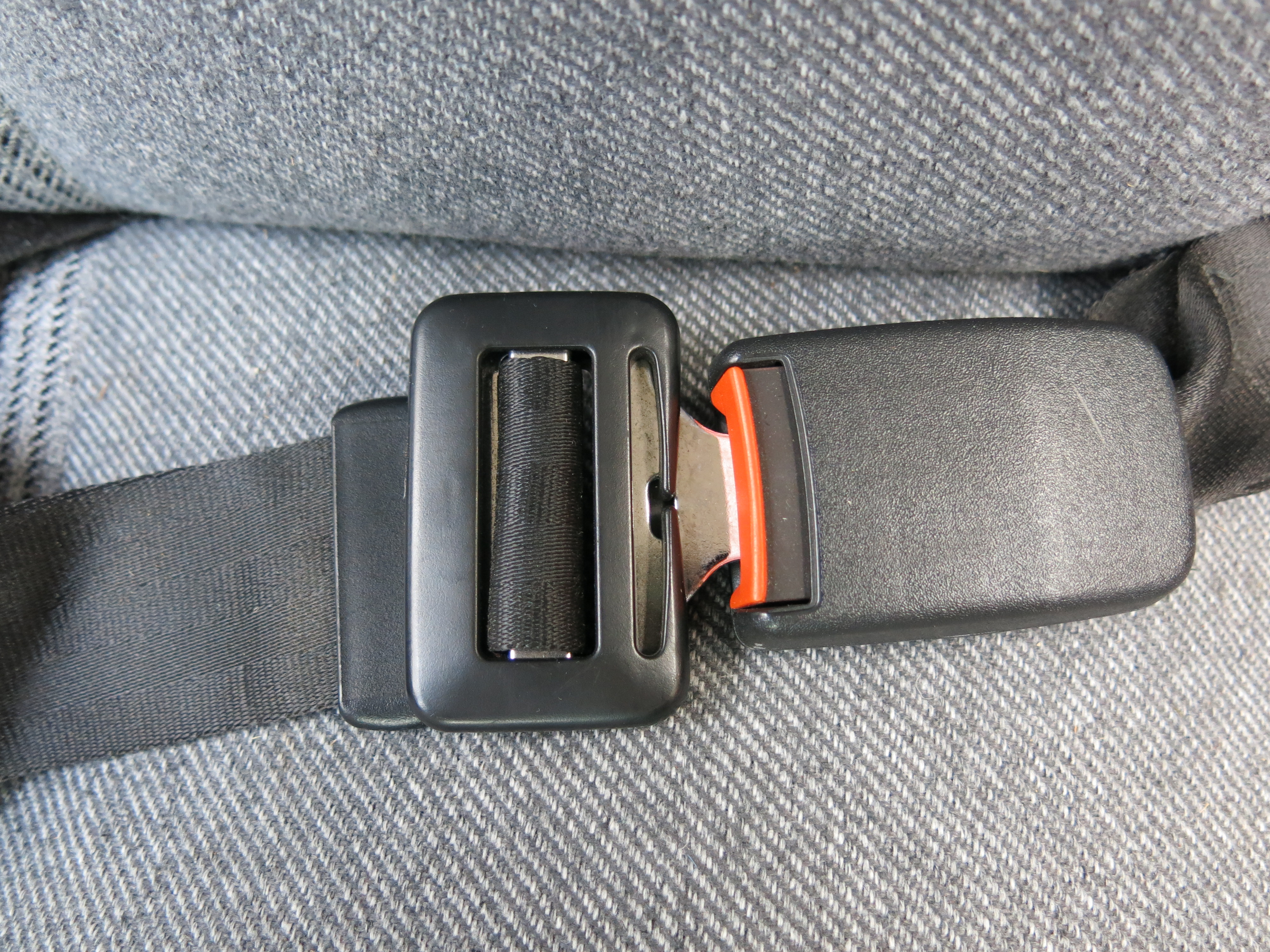
Zweipunkt-Beckengurt, 1990 (Pkw)

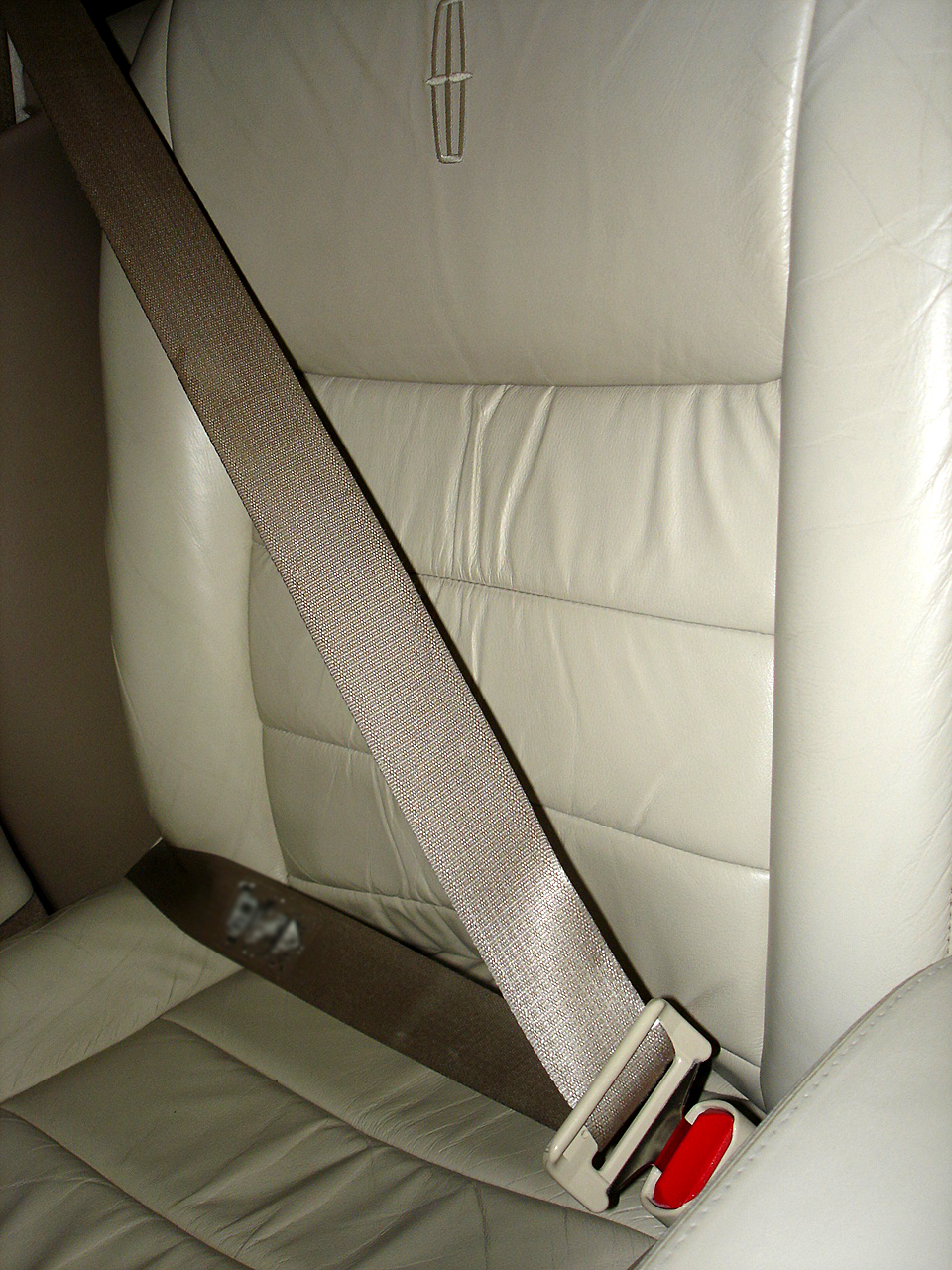
Dreipunktgurt (Automobil)

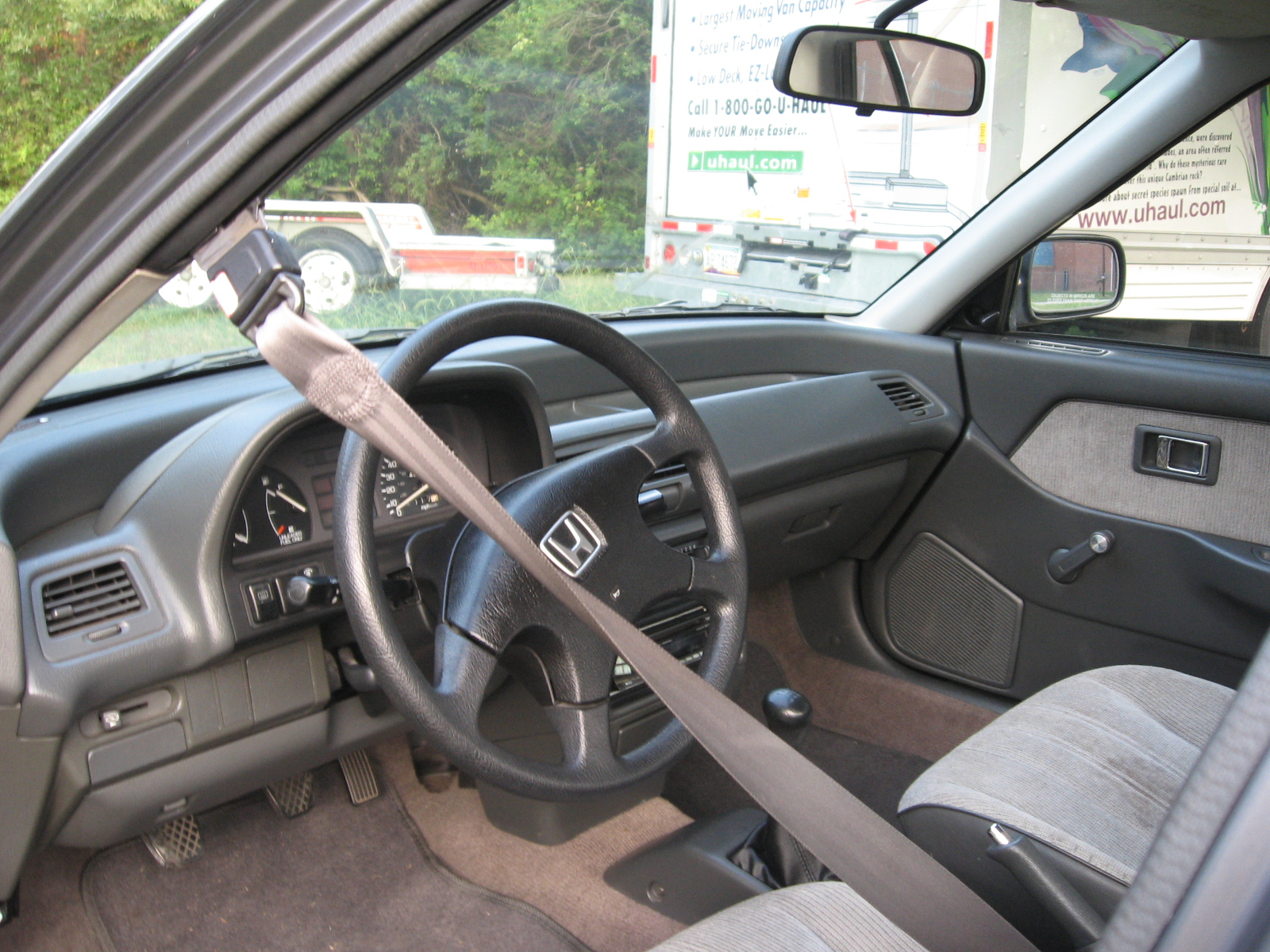
Selbstanlegender Dreipunktgurt (USA)

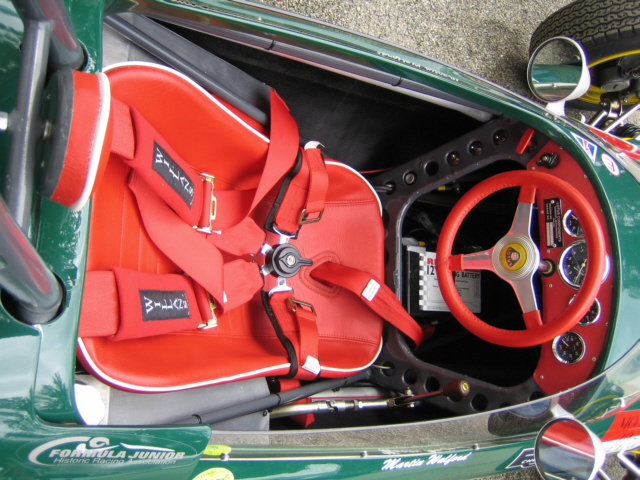
Fünfpunktgurt

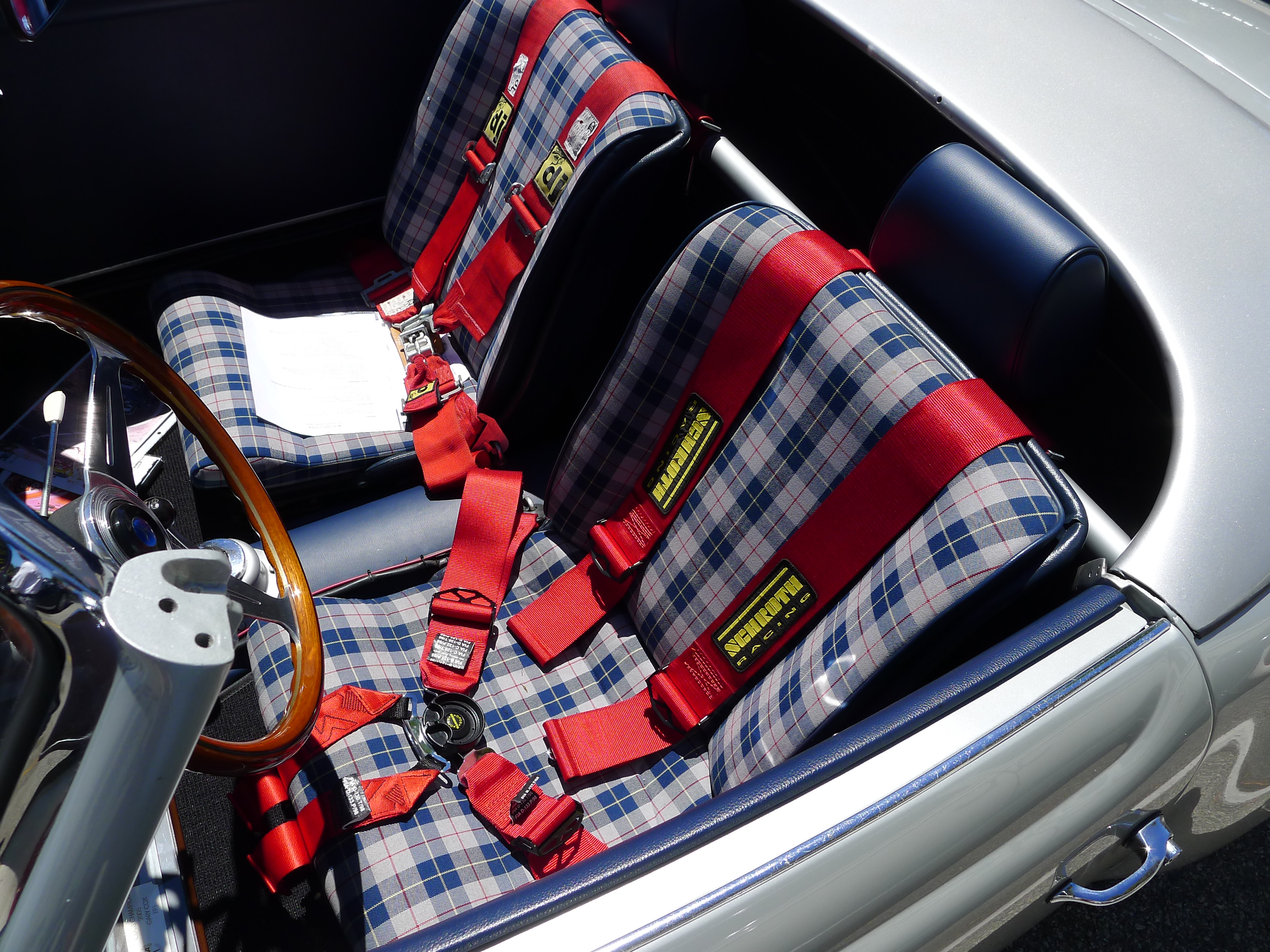
4-Punktgurt (Beifahrer)
6-Punktgurt (Fahrer) von Schroth

### Anfänge
Der erste Sicherheitsgurt war im Baker Torpedo, einem elektrisch betriebenen Geschwindigkeitsrekordwagen von 1902, eingebaut. Bei einem Unfall bei einem Rekordversuch auf Staten Island, New York, am 31. Mai 1902, bei dem der Wagen in eine Zuschauergruppe raste und zwei Menschen tötete, blieben die beiden Insassen im zweisitzigen Baker Torpedo unverletzt.
Das erste Patent auf einen Vierpunkt-Sicherheitsgurt wurde auf Gustave-Désiré Leveau mit einem französischen Patent (Nr. 331926) am 11. Mai 1903 zugelassen. Im selben Jahr erfand Louis Renault einen Fünfpunkt-Sicherheitsgurt.

### 1950 bis 1960er Jahre
Der Beckengurt war aus dem Flugzeugbau bereits bekannt und wurde in den USA in Automobilen eingeführt. 1948 war der Tucker ’48 auf Vorder- und Rücksitzen mit Zweipunktgurten ausgerüstet, die jeweils von der B-Säule über die Schulter schräg nach unten zum Kardantunnel führten; dabei bestand die Gefahr, unter dem Gurt durchzurutschen (Submarining). Auf ein ähnliches System erhielt Roger W. Griswold 1955 ein US-Patent. Durchsetzen konnte sich keines dieser Systeme.
1959 ließ sich der schwedische Volvo-Ingenieur Nils Ivar Bohlin den Dreipunkt-Sicherheitsgurt patentieren. Diese Erfindung wählte 1985 das Deutsche Patentamt als eine der acht Erfindungen, die der Menschheit in den letzten 100 Jahren den größten Nutzen brachten. Damalige Beobachtungen ergaben, dass sich bei angelegten Sicherheitsgurten die Zahl der Verletzten um 60 %, die Zahl der Getöteten um 70 % reduzierte. Der erste Wagen, der (in Schweden) einen Dreipunkt-Sicherheitsgurt als Serienausstattung hatte, war der Volvo 544.
Bereits 1961 hatten 77 % der neu zugelassenen Autos in Schweden Sicherheitsgurte. Seit dem 1. April 1961 mussten in Deutschland Sicherheitsgurte in einer amtlich genehmigten Bauart ausgeführt und mit einem amtlichen Prüfzeichen gekennzeichnet sein. In der Regel handelte es sich um statische Gurte mit Zweihandbedienung, wobei die Hersteller unterschiedliche Gurtschlösser entwickelten. Die meisten Automobile waren zudem noch nicht für den Einbau von 3-Punkt-Gurten vorbereitet. Der Klippan-Gurt „System Volvo“ bot bereits 1959 Einhandbedienung. Britax (GB) bot ab Juni 1963 erstmals einen Automatikgurt mit Zweihandbedienung an. In den USA wurden ab 1966 Sicherheitsgurte in allen Neuwagen vorgeschrieben, was wesentlich auf die Initiative von John Paul Stapp zurückging. Die Einführung von Automatikgurten mit Einhandbedienung Ende der 1960er Jahre (erstmals 1968 bei Volvo) und der serienmäßige Einbau der Befestigungspunkte waren wesentliche Voraussetzung für eine breitere Akzeptanz.

### Motorsport
Bis in die 1960er Jahre spekulierten die Rennfahrer von offenen Ein- oder Zweisitzern und teils von Tourenwagen noch, bei einem Unfall bessere Chancen zu haben, wenn sie herausgeschleudert werden, wie zum Beispiel Alberto Ascari 1955 im Hafenbecken von Monaco oder Hans Herrmann 1959 auf der Berliner AVUS. Zudem boten die Boliden kaum Insassenschutz, hatten noch keine Knautschzonen oder Überrollbügel, aber große Mengen Benzin an Bord.
In Formel-Rennwagen trat, bedingt durch die weit zurückgelehnte Sitzhaltung in einer flachen Sitzschale teils aus blankem Blech ohne Polster oder rutschhemmendem Bezug, das Risiko auf, bei einem Frontaufprall unter einem Beckengurt hindurch zu rutschen (Submarining). Jochen Rindt starb 1970 an Brust- und Halsverletzungen, nachdem er unter nicht vollständig angelegten Gurten hindurchrutschte. Üblich sind seither zwei Beingurte an der Innenseite der Oberschenkel, die zusammen mit den Hüftgurten dafür sorgen, dass das Becken fixiert bleibt. Zusammen mit den Schultergurten und einem Zentralverschluss wird so ein 6-Punkt-Gurtsystem gebildet. Zudem ist die Sitzfläche eines Rennschalensitzes typischerweise an der Hüfte am tiefsten und an den Knien deutlich höher, so dass eine schräge Rampe gebildet wird.

### 1970er Jahre
Die Einbaupflicht in Neuwagen ab 1. Januar 1974 wurde mit der Einführung einer neuen europäischen Typprüfung ECE und nach amerikanischem Vorbild mit der vorgeschriebenen Gurtöffnung durch Druck auf eine rote Taste kombiniert. Für Lastkraftwagen bot MAN Nutzfahrzeuge 1974 einen optionalen Sicherheitsgurt für den Fahrer an.
Die in Automobilen serienmäßig oder nachträglich montierten Gurte waren oft nur „statisch“, das heißt, sie mussten nach Anlegen noch stramm gezogen werden, und verhinderten dann das Vorbeugen, etwa zu Radio, Handschuhfach oder Aschenbecher. Dazu musste der Statik-Gurt erst gelockert werden und danach wieder festgezogen. Ein aus Komfortgründen loser Gurt hat nur beschränkte Wirkung. Dadurch blieb sowohl Akzeptanz als auch Wirksamkeit von Statikgurten gering. Erst durch die inzwischen längst üblichen Automatikgurte mit Feder-Aufrollmechanismus wurde das Tragen von Gurten üblich und auch wirkungsvoll.
Die Einführung einer Gurtpflicht stieß in vielen Ländern auf heftigen Widerstand. Die nicht sanktionsbewehrte Gurtpflicht auf den vorderen Autositzen in der Bundesrepublik Deutschland ab 1. Januar 1976 (in Österreich ab dem 15. Juli 1976, in der DDR 1980) traf auf den großen Widerstand vieler Autofahrer, obwohl sie bereits im Einführungsjahr überschlagsmäßig mehr als 1500 Leben gerettet habe. In der Schweiz beschloss der Bundesrat das Obligatorium auf 1976, das Bundesgericht hob den Beschluss 1977 auf. Erst durch eine Revision des Strassenverkehrsgesetzes (SVG) konnte das Obligatorium eingeführt werden. Dagegen wurde das Referendum ergriffen. An der Eidgenössischen Volksabstimmungen vom 30. November 1980 wurde das Gesetz vom Volk mit 841.901 Ja gegen 791.208 Nein angenommen. In der DDR legten unmittelbar vor Einführung der Gurtpflicht nur 15,4 % der Autofahrer den Gurt freiwillig an.
In der Bundesrepublik Deutschland sollte durch die vorausgehende aufwändige Kampagne „Klick – Erst gurten, dann starten“ die weit verbreitete Abwehr vermindert werden. Die Vorstellung, sich im Auto zu fesseln, konnte tief sitzende Ängste auslösen. Die Studie Psychologische Forschung zum Sicherheitsgurt und Umsetzung ihrer Ergebnisse kam 1974 zu dem Ergebnis, „daß der Sicherheitsgurt primär mit den Gefahren eines Unfalls und seinen Folgen assoziiert wird und erst sekundär mit seiner eigentlichen technischen Funktion, nämlich vor diesen Gefahren zu schützen“. Deshalb gerieten die Betroffenen beim Stichwort Anschnallen „psychologisch in die Klemme. Einerseits sehen sie ein, daß sie mit Gurten sicherer fahren, andererseits aktualisiert der Sicherheitsgurt bei ihnen Angst, die sie vermeiden wollen. Sie kommen aus einer Angstvermeidung nicht zu einer effektiven Gefahrenvermeidung.“
Dahinter steckte die elementare Furcht vor der Fessel. Eine „unwillkürliche Form, in der Menschen mit Gefahren fertig werden sollen, ist die Flucht … die Autofahrer werden augenscheinlich nur schwer damit fertig, daß sie sich selbst fesseln und gleichsam wehrlos machen müssen, um Gefahren beim Unfall bewältigen zu können.“
Auch juristisch war die Frage, ob der liberale Staat die Auto-Bürger zum Überleben zwingen soll und darf, umstritten. Ein wesentliches Argument der Gurtgegner war, dass Autofahrer einen Unfall überlebt haben, weil sie aus dem Auto herausgeschleudert wurden. Wenn demnach der Gurt in Einzelfällen eine negative Wirkung hätte, würde der Gurtzwang einen Zwang zur Selbstgefährdung bedeuten, den der Staat wegen des Rechts auf körperliche Unversehrtheit nicht per Verordnung ausüben dürfe.
Im Vorfeld des Schweizer Referendums 1980 wurden folgende Einwände gegen ein Gurtobligatorium dargelegt:

«Viele der Gegner sind nicht grundsätzlich gegen das Tragen von Gurten, lehnen aber das Obligatorium ab. Sie machen namentlich geltend:
- Der Bund dürfe dem Bürger keine Maßnahmen zum Selbstschutz aufzwingen. Das wäre ein unzulässiger Eingriff in die persönliche Freiheit, auch wenn damit Kosten für die Allgemeinheit gespart werden können.
- Freiheit und Selbstverantwortung sollten nicht durch Gesetze weiter eingeschränkt werden. Jeder Einzelne müsse selbst entscheiden können, ob er die Gurten tragen will oder nicht.
- Sicherheitsgurte seien nicht immer ein wirksamer Schutz, ja sie könnten sogar Verletzungen verursachen. Die Gurte seien auch technisch noch nicht ausgereift und die Vorschriften seien lückenhaft, vor allem was die Montage und die regelmäßige Kontrolle der Gurte betreffe.»

### 1980 und 1990er Jahre
Erst als das Fahren ohne Gurt ab dem 1. August 1984 mit einem Bußgeld von 40 DM geahndet wurde (in Österreich ab dem 1. Juli 1984 mit 100 Schilling), stieg die Anschnallquote von 60 auf 90 Prozent.
Die Verletzungsstatistik bewies bereits nach kurzer Zeit, dass der Nutzen die Nachteile des Gurtes bei weitem überwiegt. Die Kritiker sind seither weitgehend verstummt. Die Akzeptanz wurde auch mit Demonstrationsgeräten wie Gurtschlitten und später Überschlagsimulator beworben.
Die bußgeldbewehrte Anschnallpflicht wurde vom deutschen Bundesverfassungsgericht 1986 als verfassungsgemäß bestätigt. In dem Beschluss heißt es u. a.:
„Das geringe Risiko, das sich aus der Benutzung des Sicherheitsgurtes ergibt, steht angesichts der erheblichen Vorteile des Sicherheitsgurtes nicht außer Verhältnis zu den vom Verordnungsgeber verfolgten Zwecken. Ein Kraftfahrer, der unangeschnallt verunglückt, kann keineswegs nur sich selbst schaden. So wird ein Unfallbeteiligter, der durch den Schutz des Sicherheitsgurtes nicht oder nur leicht verletzt worden ist, eher noch sachgerecht reagieren können, wo dies erforderlich ist, um die Schädigung anderer Verkehrsteilnehmer zu vermeiden. Der Sicherheitsgurt kann auch dagegen schützen, daß bei einer Kollision ein Fahrzeuginsasse gegen einen anderen geschleudert wird.“
Sehr früh wurde – etwa von einem Automobilclub in Österreich – der Merksatz geprägt: „Tür, Gurt, Start. – Gute Fahrt!“ Damit lässt sich der zweckmäßige und auch verbrauchseffiziente Ablauf gut einprägen.
Der Airbag liefert ein weiteres Argument für die Gurtpflicht: Seinen höchstmöglichen Schutz bietet er nur, wenn sich der Insasse im ausreichenden Abstand dazu befindet. Befindet sich der Fahrer bereits in der Entfaltungszone, ist er durch den Airbag, der sich mit bis zu 300 km/h entfaltet, zusätzlich gefährdet.
In den USA herrscht – bis auf New Hampshire – eine durchgängige Anschnallpflicht. Aus historischen Gründen müssen Pkw mit Airbag aber auch nicht angeschnallte Insassen schützen können. Dies stellt Hersteller vor einen (teuren) Mehraufwand. Die Airbagauslösung geschieht viel früher und aggressiver, wodurch es schon zu Todesfällen mit angegurteten Insassen gekommen ist, welche eine falsche Sitzhaltung hatten. In den USA werden Airbags bereits bei einer kollisionsbedingten Geschwindigkeitsänderung von etwa 15 km/h ausgelöst, im Bereich der EU sind Werte um 25 km/h üblich. Bei minderschweren Kollisionen bietet der Gurt allein ausreichenden Schutz.

### 2000er Jahre
Der durch Gurtstraffer und Gurtkraftbegrenzer ergänzte Dreipunktgurt bildet zusammen mit Knautschzonen, stabiler Fahrgastzelle mit Seitenaufprallschutz, Sicherheitslenksäule und -lenkrad sowie auf den Gurt abgestimmter Sitzkonstruktion mit Kopfstütze die Grundelemente der passiven Sicherheit zum Schutz der Insassen bei einem Unfall.
Gurte sind nun komfortabler und funktioneller. Sie sind auf die jeweilige Schulterhöhe einstellbar und werden automatisch aufgerollt. Diese Aufrollautomatik erlaubt auch das – nicht ruckartige – Vorbeugen des Oberkörpers oder Verschieben des Sitzes, denn nur sehr schneller Zug am Gurt lässt eine Sperrklinke an der Rolle per Fliehkraft wirksam werden. Diese kann auch durch ein kurzes Pendel, das auf hohe Längs- und Querbeschleunigung des Wagens anspricht, ausgelöst werden, mit der Nebenwirkung, dass bei forscher Kurvenfahrt oder am Stand bei stark schräg stehendem Auto der Gurt nicht abgerollt werden kann. Der Gurt kann daher auch nur mit Bedacht, also bis zu einer gewissen Maximalgeschwindigkeit herausgezogen werden, um sich anzugurten. (Mechanisch genau umgekehrt funktionieren Fensterrollos, die sich binnen weniger als einer halben Rotation schnell drehen müssen, um sich gut aufzurollen.)

## Typen
Je nach Anzahl der Punkte, an denen der Insasse mit der Karosserie verbunden ist, teilt man die Gurte in Zweipunkt- bis Sechspunkt-Gurte ein. Um eine zu starke Einschränkung des Bewegungsspielraums zu vermeiden und für die Bequemlichkeit werden in Fahrzeugen, die für den Straßenverkehr vorgesehen sind, Dreipunktgurte verwendet, bei Fahrzeugen mit erhöhten Sicherheitsanforderungen wie etwa Rennfahrzeugen werden Sechspunktgurte eingesetzt.

### Zweipunktgurt
Der bekannteste Gebrauch ist seit den 1930er Jahren die Anwendung als Beckengurt in Flugzeugen. In Ausnahmefällen als Diagonalgurt, der von der Hüfte bis zur gegenüberliegenden Schulter verläuft. Ein Zweipunkt-Beckengurt war bis zum 1. Juli 2004 in Pkw in der Mitte des Fonds zulässig.

### Dreipunktgurt

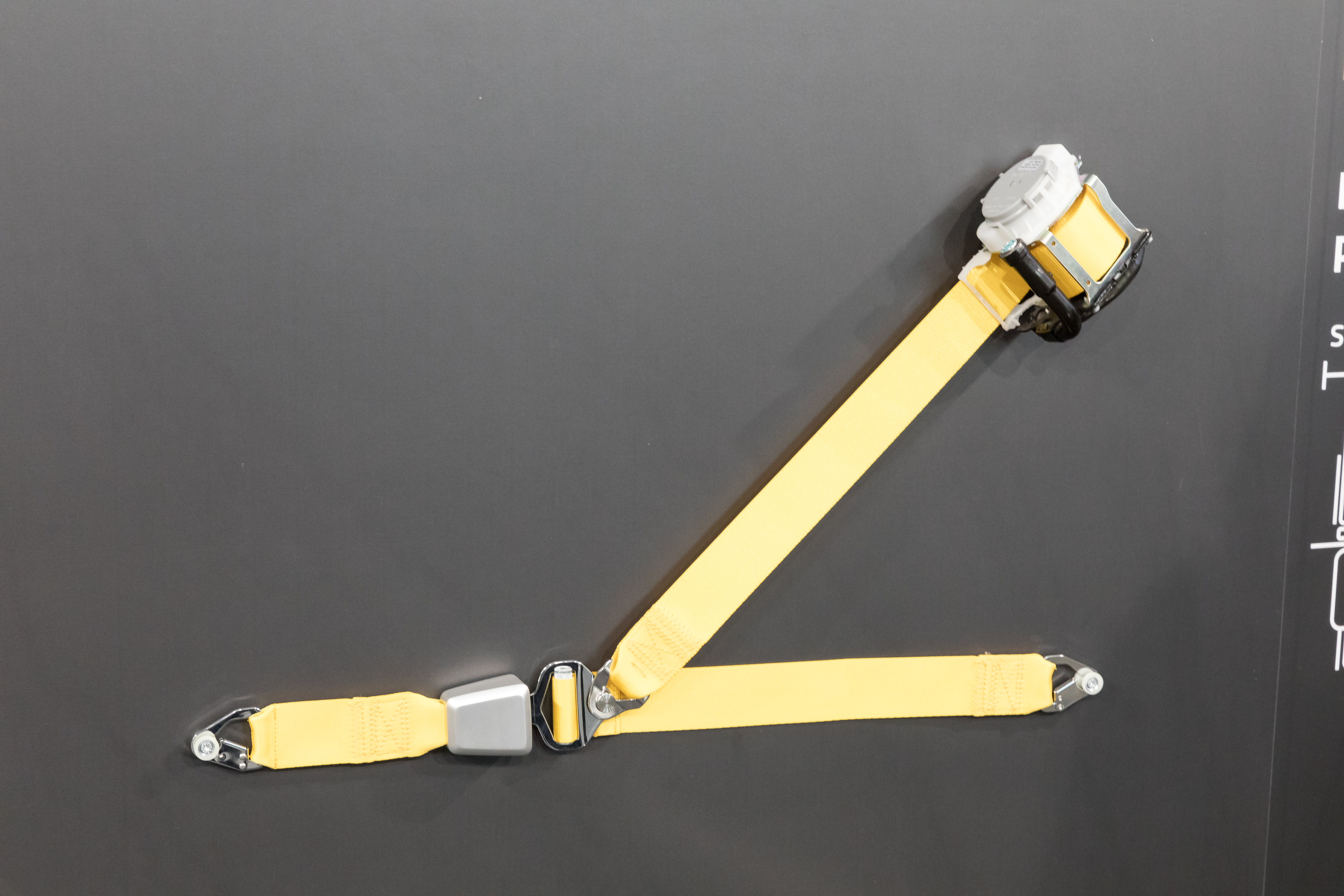
Dreipunktgurt für die Luftfahrt mit pyrotechnischem Gurtstraffer. Der Schultergurt kann für größeren Passagierkomfort unabhängig vom Beckengurt gelöst werden

Ein Dreipunktgurt verankert das Gurtband an drei Punkten an die Fahrzeugkarosserie. Auf den Fahrersitz bezogen befindet sich der erste Punkt meist im unteren Bereich der B-Säule. Hier befindet sich der Endbeschlag oder seltener ein Endbeschlagstraffer. Zweiter Punkt ist das Gurtschloss oder ein Schlossstraffer. Der Dreipunktgurt wird über eine Schlosszunge an das Gurtschloss angebunden. Dieser zweite Befestigungspunkt befindet sich meist am Fahrzeugsitz. Dritter Anbindungspunkt ist der obere Teil der B-Säule. Hier befindet sich entweder ein Gurtaufroller mit integriertem Höhenversteller (eher selten) oder ein Umlenker (meist in einem Höhenversteller integriert). Der Umlenker kann sich dabei auch hinter einer Verkleidung verbergen. Der Gurtaufroller (teilweise in Kombination mit einem Aufrollerstraffer) befindet sich im letzteren Fall meist im unteren Teil der B-Säule.
Ein Sonderfall ist der sogenannte Selbstanlegende Automatische Dreipunktgurt. Er ist quer durch die Fahrgastzelle gespannt und an der A-Säule fest eingehakt. Er wird beim Einsteigen elektrisch entlang einer Führung in die übliche Endposition an der B-Säule gefahren. Erstmals wurde er unter anderem 1975 im VW Golf I angeboten. Maßgeblich war dabei, das Anschnallen und die Anschnallpflicht in den frühen Jahren durch die Automatikfunktion zu fördern. Letztlich konnte sich dieses System nicht durchsetzen.

### Vierpunktgurt

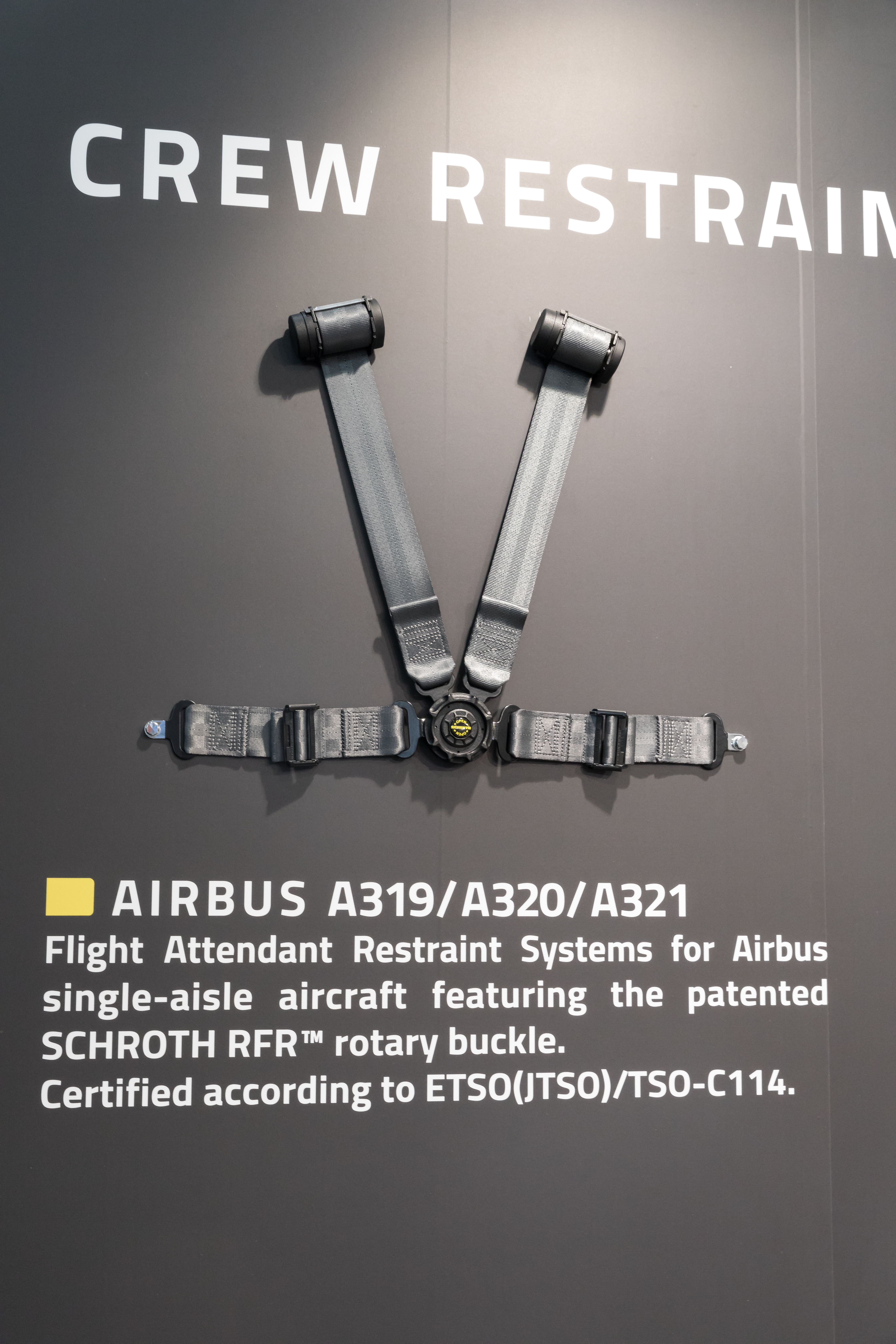
Vierpunktgurt für die Crew-Sitze der Airbus-A320-Familie

Vierpunktgurte findet man in der Luftfahrt, insbesondere an Sitzen der Kabinenbesatzung. Sie bestehen aus zwei Becken- und zwei Schultergurten, oft mit einem zentralen Schloss.

### Fünf- und Sechspunktgurt
Bei Fünf- und Sechspunktgurten wird durch einen oder zwei Schrittgurte das Durchrutschen unter dem Gurt („Submarining“) verhindert. Bekannteste Anwendung dafür sind Pilotensitze in Verkehrsflugzeugen, Kindersitze und Rennsportgurte. Im Rennsport wird durch das vorgeschriebene Head-and-Neck-Support-System der Sechspunktgurt obligatorisch. Dabei muss jeder Verankerungspunkt eine Last von 1470 daN, im Schrittbereich von 720 daN aufnehmen können.

## Schutzwirkung

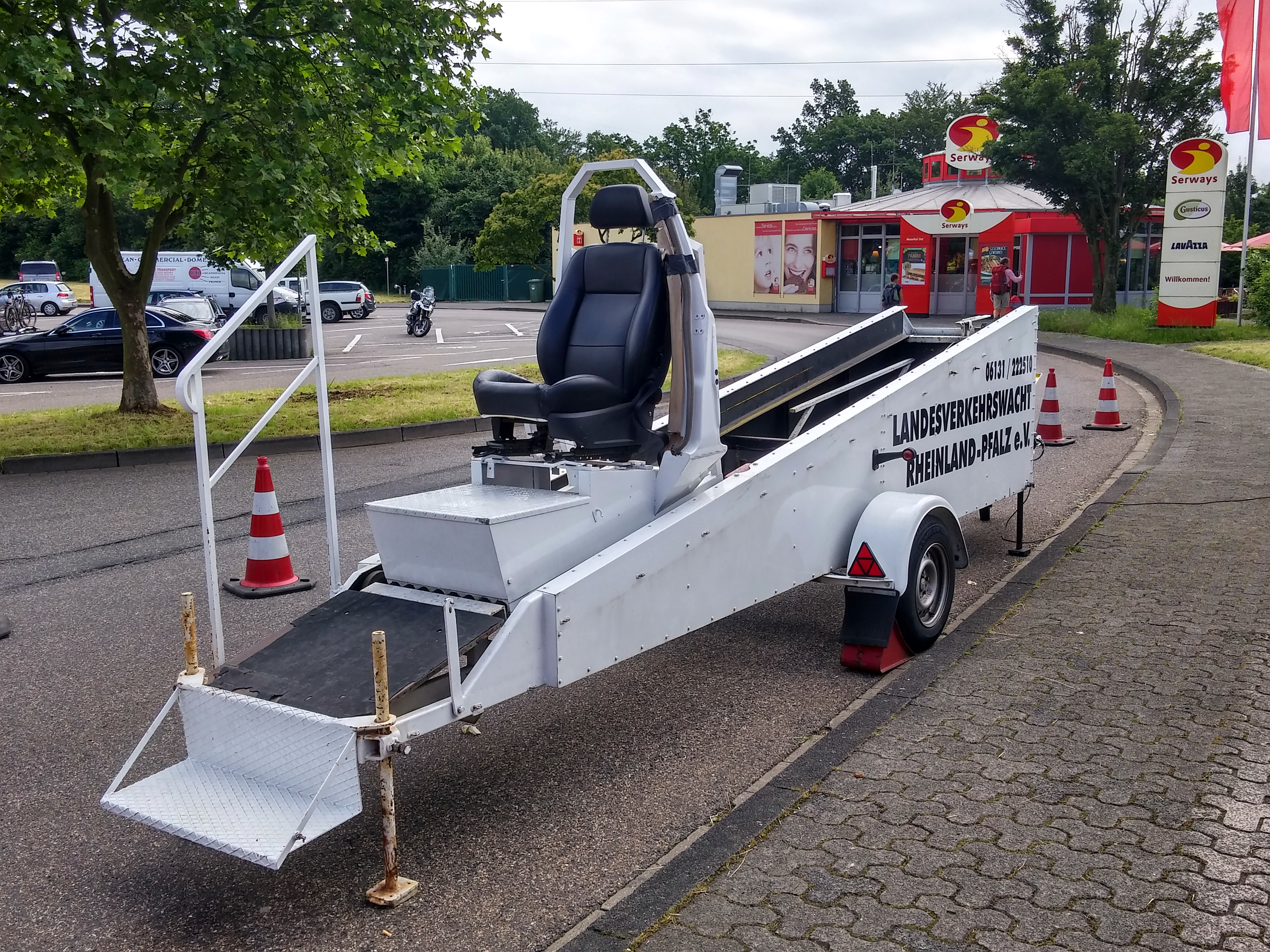
Gurtschlitten ohne Gurt: mobiles Simulationsgerät für Aufprallunfälle mit geringen Fahrgeschwindigkeiten

„Es ist erwiesen, daß durch die Benutzung von Sicherheitsgurten die Zahl der Unfalltoten und Schwerverletzten erheblich gesenkt werden kann.“

Maßgebliche Unfallforscher wie Langwieder (1977) und Danner (1982) kamen zu dem Ergebnis, dass die Gefahr von tödlichen Verletzungen um mindestens 50 Prozent reduziert werde und die schweren Verletzungen von Fahrer und Beifahrer zwischen 50 und 70 Prozent reduziert werden, bei den Kopfverletzungen um 75 Prozent.
Mit einem Aufprallsimulator (Gurtschlitten) können Unfälle mit geringen Geschwindigkeiten nachgestellt werden, so dass insbesondere junge Leute, die glauben, sich abstützen zu können, von der Wirksamkeit der physikalischen Gesetze überzeugt werden. 30 km/h entspricht bereits einem Sturz aus vier Metern höhe. Crashtest zeigen, dass andere Sicherheitseinrichtungen, aktive wie auch passive Systeme, den Gurt nicht ersetzen, sondern erst im Zusammenspiel mit dem Gurt bestmöglichen Schutz gewähren.
Der Gurtnutzen überwiegt die seltenen Nachteile der Gurtunfälle, die zwischen 0,5 und 1 Prozent liegen. Ein nichtangeschnallter Fahrer kann sich dem Vorwurf einer Mitschuld ausgesetzt sehen.
Als obere Grenze der optimalen Wirksamkeit des Sicherheitsgurtes wird eine Aufprallgeschwindigkeit von 40 bis 50 km/h angenommen.
In Deutschland ist die Akzeptanz des Anlegens der Sicherheitsgurte bis 2015 auf etwa 98 Prozent angestiegen. Dass der kleine Rest gefährlicher lebt, hat der ADAC ermittelt. Die zwei Prozent unangeschnallte Insassen in Personenkraftwagen haben einen Anteil von 17 Prozent an den bei Verkehrsunfällen getöteten Menschen. In Österreich verunglücken rund 9 Prozent aller Unfallopfer schwer bis tödlich, bei nicht angeschnallten Personen sind es mit 31 Prozent mehr als dreimal so viele. Zwischen Salzburg (22 Prozent) und Vorarlberg (45 Prozent) sind die regionalen Unterschiede hoch.

## Lösen, Durchtrennen

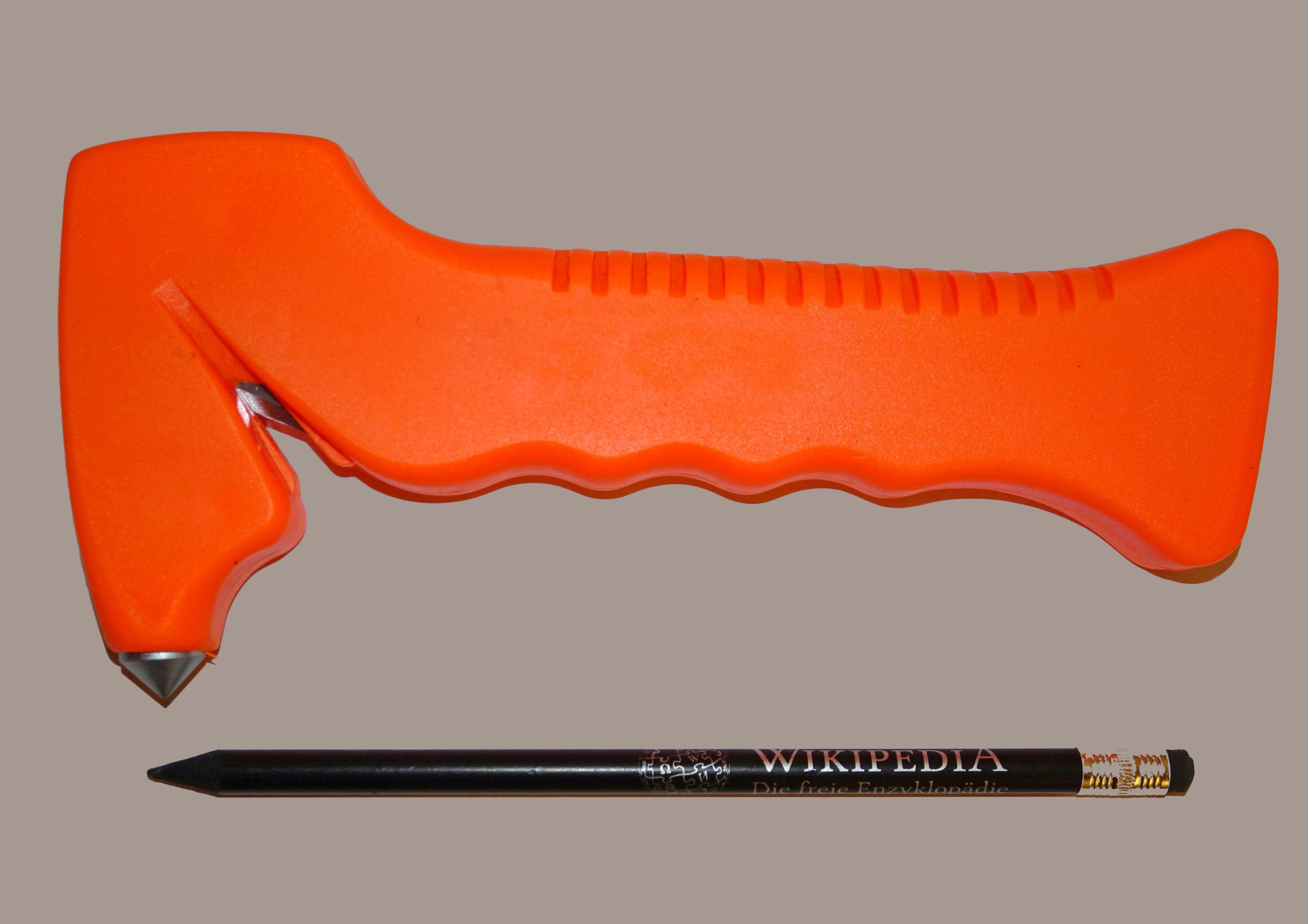
Ein Gurtmesser als Hilfsmittel von Einsatzkräften

Gurtschlösser sind so konstruiert, dass sie mit gezieltem Fingerdruck entriegelt werden können und danach auch entriegelt bleiben. Der Gurt lässt sich praktisch genauso leicht öffnen, wenn er unter Zug steht, also wenn etwa das Auto auf dem Dach liegt und die Person mit dem Körpergewicht im Gurt hängt. Zusätzlich ist die Arretierung der Auf- und Abrollautomatik reversibel, das heißt, sie bleibt nur bestehen, solange die Sperrklinke durch eine Zugkraft in Sperrposition verharrt, oder das Beschleunigungspendel auslenkt, was meist beides während Überschlägen oder Rotierens des Wagens um seine Vertikalachse der Fall ist. Wenn das Fahrzeug waagrecht stehend zur Ruhe gekommen ist und man etwa durch ein Stück Zurücklehnen den Gurt kraftlos macht, gibt die Klinke die Abrollmöglichkeit wieder frei.
In der äußerst unglücklichen Situation, dass das mittlerweile mit dem Sitz mitfahrende Gurtschloss nicht erreicht werden kann, kann ein kleines Gurtmesser (mit geschützt verborgener Klinge) zum Aufschneiden eines Gurts dienen. Es empfiehlt sich dabei, den am Oberkörper anliegenden Strang und diesen möglichst schlossnah zu durchtrennen, da ein in den Gurt eingepresster Knopf, der zum Hochhalten der Schnalle beim Aufrollen dient, sonst das Ausfädeln des Gurts verhindert und einen zweiten Schnitt nötig machen würde, um völlig gurtfrei zu liegen.

## Technik

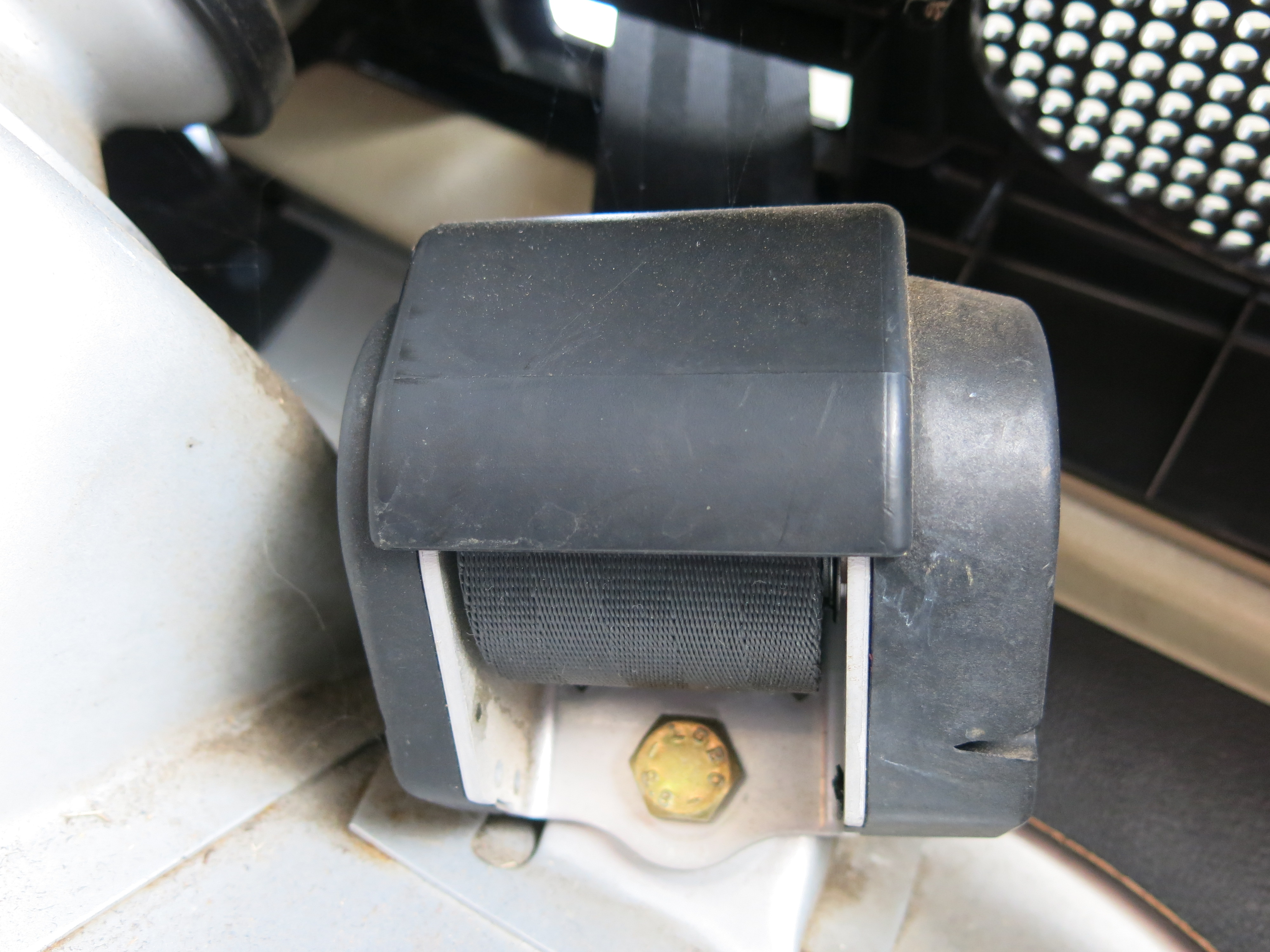
Aufrollmechanismus

Der Dreipunktgurt besteht aus dem Gurtschloss, der Schlosszunge und dem Gurt und Aufrollmechanismus; dazu kommen der Umlenker und der Endbeschlag. Zum Anlegen des Sicherheitsgurtes, auch Anschnallen genannt, wird das hierfür vorgesehene Endstück (Schlosszunge) des Gurtes in ein Gurtschloss eingeführt und rastet dort ein.
Der Gurt besteht aus etwa 300 Fäden, die, miteinander verwoben, ein 46 bis 48 Millimeter breites und 1,2 Millimeter starkes Band ergeben. Die einzelnen Fäden wiederum sind aus etwa 100 Polyesterfasern gesponnen, die etwa doppelt so dick sind wie ein menschliches Haar. Der Dreipunktgurt mit einer Gurtbreite von mindestens 46 mm muss, nach der ECE-Regelung Nr. 16, eine Last von 980 daN aufnehmen können und eine Reißlast von mindestens 1470 daN haben.
Das Gurtband kann sich um 6 bis 11 Prozent dehnen. Hinzu kommt die sogenannte Gurtlose; sie ergibt sich aus dem prinzipbedingten Leerweg (bis zum Blockieren der Gurtrolle), dem – durch vorgegebenen Tragekomfort – nicht eng am Körper anliegenden Gurt und dem auf der Rolle nur locker aufgerollten Gurtband. Sie kann durch den Gurtstraffer vermindert werden.
Der Aufrollmechanismus muss bei einem leichten Unfall, einer starken Verzögerung oder einer raschen Vorwärtsbewegung automatisch und zuverlässig blockieren. Ein immer verwendetes Prinzip ist die Blockierung beim Überschreiten einer bestimmten Entrollbeschleunigung. Üblicherweise hat dabei die Gurtrolle außen einen Zahnkranz, der sich in einem nach innen gerichteten Zahnkranz mit größerem Durchmesser frei dreht. Die Rolle wird mit Federkraft in der Mittellage gehalten und beim Reißen am Gurt gegen den äußeren Zahnkranz gedrückt und damit blockiert.
Zusätzlich gibt es meistens noch einen weiteren Mechanismus, der mit Hilfe einer Metallkugel auf die Schwerkraft reagiert und auf dem Prinzip der Trägheit beruht. Bei starker Schräglage des Fahrzeugs oder hohen Beschleunigungen wird die Kugel aus ihrer Ruhelage in einer Mulde herausgetrieben und löst über einen Hebelmechanismus die Blockierung aus.

## Einbaupflicht
In der Bundesrepublik Deutschland wurden Dreipunkt-Sicherheitsgurte für die Vordersitze für neu zugelassene Personenkraftwagen mit dem 1. Januar 1974 zur Pflicht. Auch die Nachrüstung für Personenkraftwagen mit Erstzulassung nach dem 1. April 1970 wurde rückwirkend vorgeschrieben. Meist wurden statische Dreipunktgurte nachgerüstet. Ab 1. Mai 1979 wurden Sicherheitsgurte für die Rücksitze, ab 1. Januar 1988 Dreipunktgurte für die äußeren hinteren Sitze von neu zugelassenen Personenkraftwagen vorgeschrieben. Für Lastkraftwagen wurde 1992 und für Reisebusse 1999 die Gurteinbaupflicht vorgeschrieben.
Seit 1. Juli 2004 müssen in Deutschland alle neu zugelassenen Personenkraftwagen auf allen Sitzen mit Dreipunktgurten ausgerüstet sein; der hinten in der Mitte übliche Beckengurt ist nicht mehr erlaubt; es besteht aber keine Nachrüstpflicht, da der Einbau von Dreipunkt-Sicherheitsgurten hier in der Konstruktion nicht vorgesehen war. Die ECE-Regelung Nr. 16 bestimmt die Einbaupflicht für die EG-Fahrzeugklasse M und N.
Einführung der Einbaupflicht
|                                       | BRD/Deutschland      | Österreich | Schweiz              | DDR                              | Spanien                  |
| ------------------------------------- | -------------------- | ---------- | -------------------- | -------------------------------- | ------------------------ |
| Pkw-Vordersitze (Dreipunktgurte)      | 1. Januar 1974       | 1976       | 1. Januar 1976       | 1. Januar 1978 (mit der StVO 77) |                          |
| Pkw-Rücksitze                         | 1. Mai 1979          | 1984       | 1. Januar 1980       |                                  |                          |
| Pkw-Rücksitze (Dreipunktgurte außen)  | 1. Januar 1988       |            | -                    |                                  |                          |
| Pkw (auf allen Sitzen Dreipunktgurte) | 1. Juli 2004         |            | -                    |                                  |                          |
| Lastkraftwagen über 3,5 t             | 1. Januar 1992[39]   |            | 1. Oktober 1998      |                                  |                          |
| Reisebus                              | 1. Oktober 1999      |            | 1. Oktober 1998      |                                  |                          |
| Linienbus                             | nicht vorgeschrieben |            | nicht vorgeschrieben |                                  | nicht vorgeschrieben[40] |

## Gurtpflicht für Fahrzeuginsassen
Die Gurtpflicht wurde eingeführt, um bei Verkehrsunfällen volkswirtschaftliche Schäden durch Körperverletzungen und Schadensereignisse abzuwenden. Durch Verkehrsunfälle entstehen dem Arbeitgeber, den Versichertengemeinschaften und den Rettungsdiensten erhebliche Kosten. Nach einem Unfall kann bei Nichtanschnallen das zustehende Schmerzensgeld gegebenenfalls von der Fahrzeughaftpflichtversicherung des Verursachers gekürzt werden. Fahrzeugführer müssen deshalb Fahrgäste auch darauf hinweisen, dass sie sich angurten müssen.
Grundsätzlich gilt die Anlegepflicht im Straßenverkehr, wenn für das Fahrzeug Gurte vorgeschrieben sind. Kinder unter drei Jahren dürfen jedoch nicht in Fahrzeugen – außer Bussen – befördert werden, die nicht mit Sicherheitsgurten ausgerüstet sind.
Seit dem 1. April 1993 gibt es in Deutschland nach § 21 Abs. 1a StVO genaue Vorschriften über die Sicherung von Kindern in Autos. Davor galt die Vorschrift, Kinder bis zu 12 Jahren nach Möglichkeit auf den Rücksitzen unterzubringen.
Nach Rechtsprechung des deutschen Bundesgerichtshofs besteht die Pflicht zum Anlegen des Sicherheitsgurts „während der Fahrt“ nach § 21a Absatz 1 Satz 1 StVO auch bei einem kurzzeitigen verkehrsbedingtem Stillstand des Fahrzeuges, wie beispielsweise dem Warten vor einer roten Ampel.
In der Schweiz müssen Kinder bis 12 Jahre oder einer Körpergröße von weniger als 150 cm anstelle eines Sicherheitsgurtes mit einer Kinderrückhaltevorrichtung gesichert werden.

### Einführung der Gurtpflicht

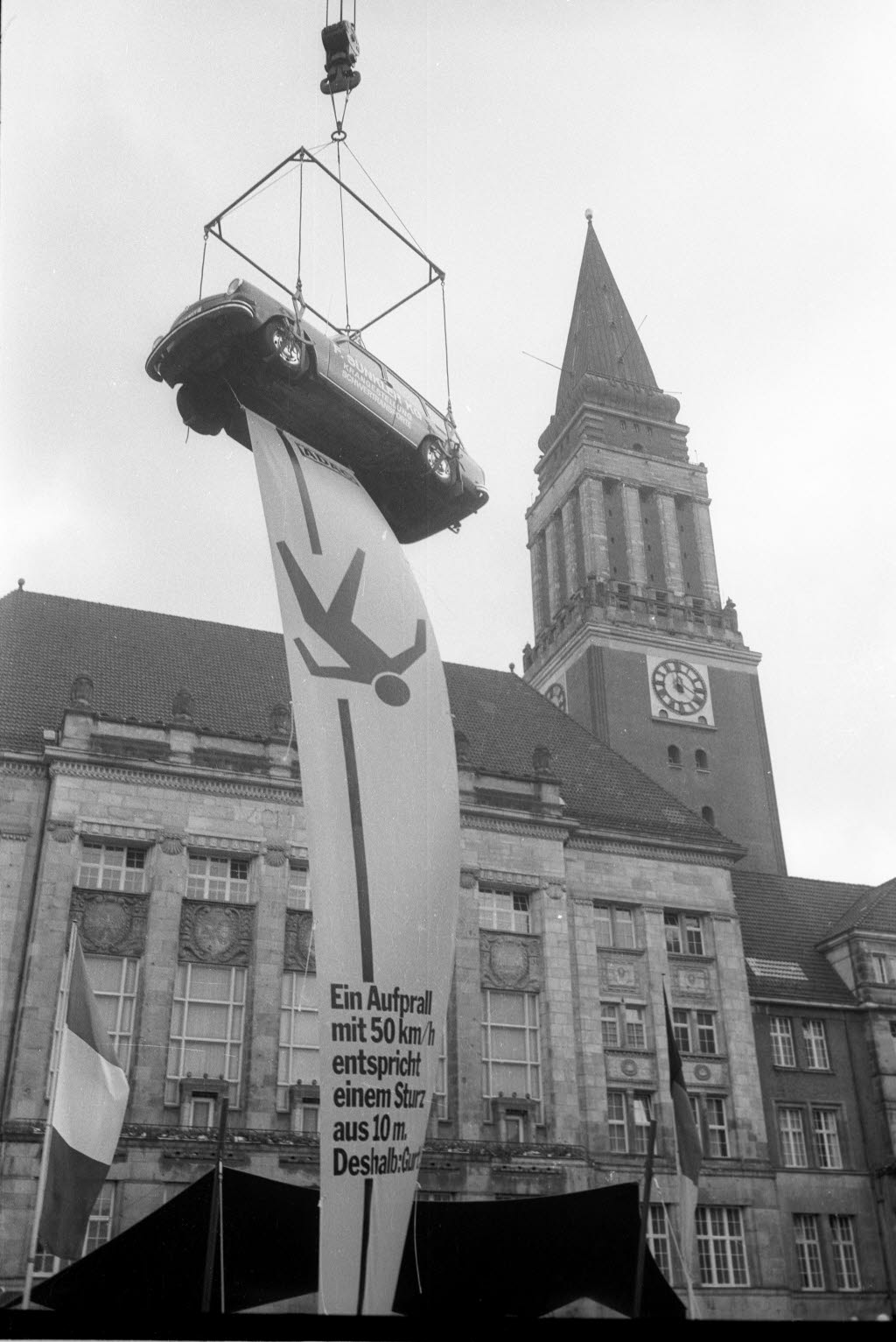
Partner-Woche für mehr Sicherheit im Straßenverkehr in Kiel (1975)

|                              | BRD/Deutschland      | Österreich | Schweiz                                                          | DDR                     |
| ---------------------------- | -------------------- | ---------- | ---------------------------------------------------------------- | ----------------------- |
| Pkw-Vordersitze (Erwachsene) | 1. Januar 1976       | 1976       | erstmals 1976 1978 ausgesetzt, am 1. Juli 1981 wieder eingeführt | 1. Januar 1980          |
| Pkw-Rücksitze (Erwachsene)   | 1. August 1984       | 1984       | 1. Oktober 1994                                                  | wurde nicht zur Pflicht |
| Kindersicherungspflicht      | 1. April 1993        | ?          | 1. Oktober 1994                                                  | ?                       |
| Lastkraftwagen über 3,5 t    | 1. Januar 1992       | ?          | 1. März 2006                                                     | ?                       |
| Reisebus                     | 1. Oktober 1999      | 1997[44]   | 1. März 2006                                                     | ?                       |
| Linienbus                    | nicht vorgeschrieben | ?          | nicht vorgeschrieben                                             | ?                       |

### Ausnahmen
In Deutschland bestehen nach § 21a StVO Ausnahmen von der Gurtpflicht:
- Bei Fahrten mit Schrittgeschwindigkeit wie Rückwärtsfahren, Fahrten auf Parkplätzen.[45][46]
- Personen beim Haus-zu-Haus-Verkehr, wenn sie im jeweiligen Leistungs- oder Auslieferungsbezirk regelmäßig in kurzen Zeitabständen ihr Fahrzeug verlassen müssen.[47]
- Fahrten in Kraftomnibussen, bei denen die Beförderung stehender Fahrgäste zugelassen ist.[48]
- Fahrgäste in Kraftomnibussen mit einer zulässigen Gesamtmasse von mehr als 3,5 t beim kurzzeitigen Verlassen des Sitzplatzes, sowie
- Betriebs- und Begleitpersonal in Kraftomnibussen.

Daneben kann das örtliche Straßenverkehrsamt nach § 46 StVO Ausnahmen von der Gurtpflicht genehmigen.
In der Schweiz von der Gurtpflicht gemäß Art. 3a, Abs. 2 VRV ausgenommen sind:
- Personen, die durch ein ärztliches Zeugnis nachweisen, dass ihnen das Tragen der Sicherheitsgurten nicht zugemutet werden kann; für Fahrten im Ausland erteilt die kantonale Behörde diesen Personen ein ärztliches Befreiungsattest nach der Richtlinie 2003/20/EG.
- Von-Haus-zu-Haus-Lieferanten im Auslieferungsquartier, wenn nicht schneller als 25 km/h gefahren wird;
- Führer und Mitfahrer bei Fahrten auf Feld- und Waldwegen und im Werkareal, wenn nicht schneller als 25 km/h gefahren wird;
- Führer beim Manövrieren im Schritttempo;
- Führer und mitfahrende Personen von Motorwagen im regionalen fahrplanmässigen Verkehr konzessionierter Transportunternehmungen;
- Begleitpersonen von besonders betreuungsbedürftigen Personen in Fahrzeugen der Sanität und der Behindertenfahrdienste.

### Sanktionen
In Deutschland: Bei Nichtanlegen des Sicherheitsgurtes werden in Deutschland für Erwachsene und Kinder unterschiedliche Sanktionen erhoben. Der Regelsatz für einen Verstoß beträgt einheitlich:
- 30 Euro Verwarnungsgeld für Erwachsene, die nicht angeschnallt sind.
- 30 Euro Verwarnungsgeld, wenn ein nicht angeschnalltes Kind mitgenommen wird. Bei mehreren Kindern steigt das Verwarnungsgeld auf 35 Euro.
- 60 Euro Bußgeld für die ungesicherte Mitnahme eines Kindes (bei mehreren Kindern 70 Euro) und 1 Punkt im Fahreignungsregister.

In der Schweiz: Das Nichttragen des Sicherheitsgurtes wird mit einer Buße von 60 Franken geahndet. Dies betrifft alle Fahrzeuginsassen und wird für jede nicht angegurtete Person erhoben.

### Einführung der Sanktion
|                         | BRD/Deutschland                    | Österreich        | Schweiz              | DDR                                                      |
| ----------------------- | ---------------------------------- | ----------------- | -------------------- | -------------------------------------------------------- |
| Pkw-Vordersitze         | 1. August 1984                     | 1. Juli 1984      | 1. Juli 1981         | 1. Oktober 1982 (lt. StVO)                               |
| Pkw-Rücksitze           | 1. Juli 1986                       | 28. Juli 1990[51] | 1. Oktober 1994      | wurde bis zur Wiedervereinigung (1990) nicht zur Pflicht |
| Kindersicherungspflicht | 1. April 1993 1. Juli 1998 Bußgeld | ?                 | 1. Oktober 1994      | ?                                                        |
| Lkw ab 3,5 t            | 1. Januar 1992                     | ?                 | 1. März 2006         | ?                                                        |
| Reisebus                | 1. April 2004                      | ?                 | 1. März 2006         | ?                                                        |
| Linienbus               | nicht vorgeschrieben               | ?                 | nicht vorgeschrieben | ?                                                        |

### Anlegequoten

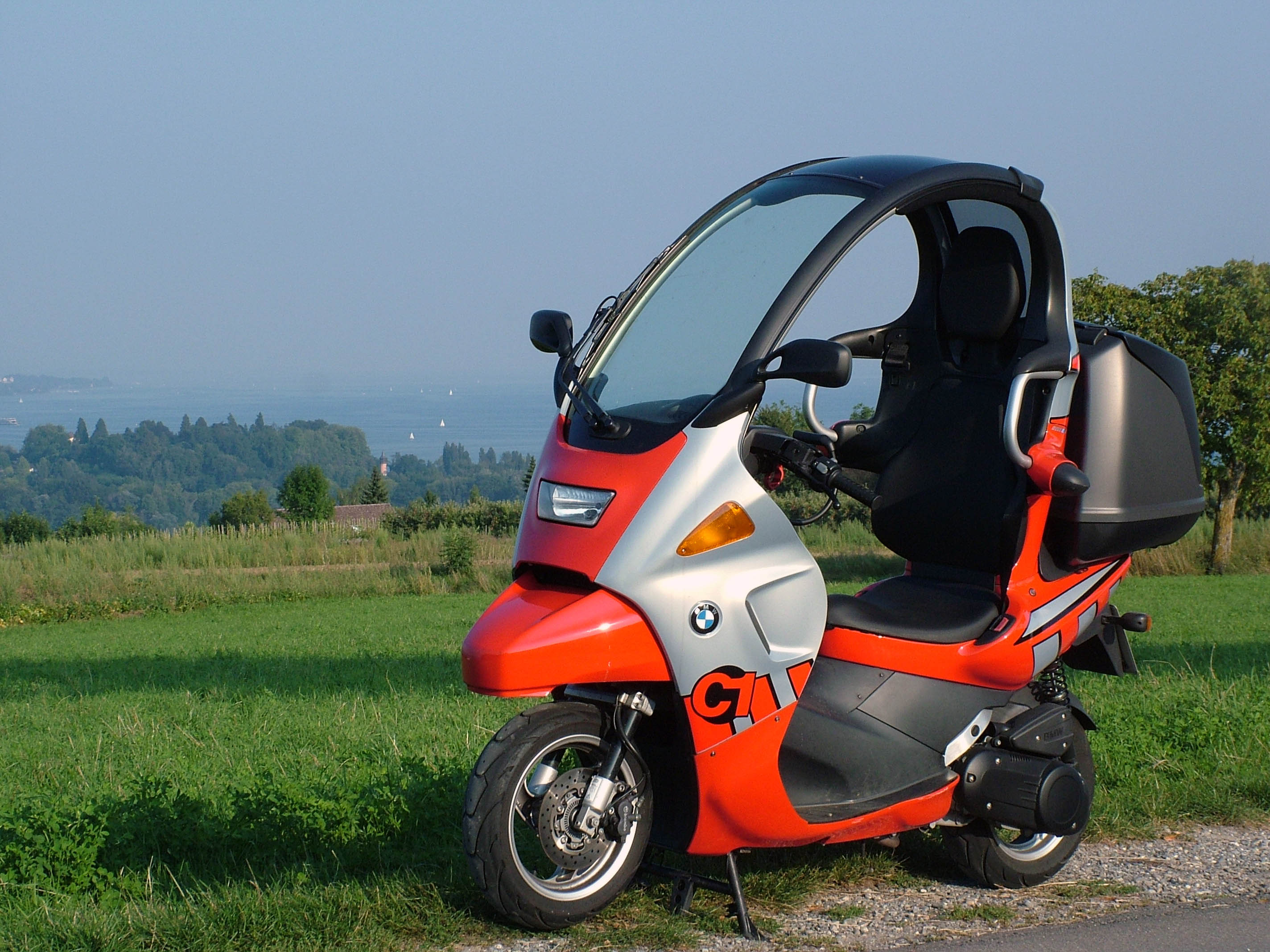
BMW C1

In Deutschland stieg die Anlegequote von Insassen auf den Vordersitzen von Personenkraftwagen von 39 Prozent (1975) insbesondere durch Aufklärungsmaßnahmen auf 58 Prozent (März 1984). Mit der Einführung des Verwarnungsgeldes (August 1984) stieg die Quote innerhalb weniger Monate auf 92 Prozent. Seit dieser Zeit liegt die Gurtanlegequote auf Vordersitzen in Deutschland stets über 90 Prozent. Bei Fahrern von Lastkraftwagen im Güterkraftverkehr lag im Jahre 2013 die Quote bei 86 %. Nach einer schwedischen Studie würden sich 99 Prozent aller Autofahrer angurten, wäre ein Seat Belt Reminder (Angurt-Erinnerer) eingebaut. Seit 13. Februar 2014 ist dieser auf dem Fahrersitz bei Neuzulassungen der EG-Fahrzeugklasse Klasse M1 vorgeschrieben.
1991, 10 Jahre nach der Einführung der Gurtpflicht auf Vordersitzen in der Schweiz, lag die Tragequote hier bei 67 Prozent. 2000 betrug die Quote 77 Prozent. In der Schweiz sind seit jeher regionale Unterschiede zu beobachten. So trugen innerorts 73 Prozent der Deutschschweizer Gurte, dagegen nur 37 Prozent der Tessiner. 2004 lag die Gurttragequote in der Deutschschweiz bei 84 Prozent, in der Westschweiz bei 71 und im Tessin bei 61 Prozent. Diese nahm in den folgenden Jahren zu, 2012 lag die Quote bei 97 respektive 90 bzw. 83 Prozent. Auf Rücksitzen trugen 2002 32 Prozent Sicherheitsgurte, obwohl das Obligatorium auf Rücksitzen seit 1994 gilt. 2013 nahm der Anteil auf Rücksitzen auf 77 Prozent zu.
Gurtanlegequote in ausgesuchten Ländern in Prozent (Stand 2013)
|                | Land                   | Vordersitze | Rücksitze | Kinder |
| -------------- | ---------------------- | ----------- | --------- | ------ |
| Frankreich     | Frankreich             | 98,5        | 80        | 90     |
| Schweden       | Schweden               | 98          | 97        | 96     |
| Japan          | Japan                  | 98          | 61        | 74     |
| Deutschland    | Deutschland            | 97          | 97        | 98     |
| Australien     | Australien             | 97          | 96        |        |
| Israel         | Israel                 | 97          | 95        |        |
| Großbritannien | Vereinigtes Konigreich | 95          | 89        |        |
| Schweiz        | Schweiz                | 92          | 72        | 93     |
| Österreich     | Osterreich             | 91          | 76        |        |
| USA            | Vereinigte Staaten     | 87          | 74        |        |
| Polen          | Polen                  | 84          | 59        | 88     |
| Nigeria        | Nigeria                | 80          | < 5       | < 1    |
| Serbien        | Serbien                | 70          | 3,1       |        |
| Argentinien    | Argentinien            | 37,9        | 26,1      | 33,7   |
| Kambodscha     | Kambodscha             | 16          |           |        |

## Gurtpflicht für Motorradfahrer
In Deutschland brauchen durch die 8. Ausnahmeverordnung zur StVO vom 20. Mai 1998 (BGBl.I 1130) die Führer von Krafträdern keinen Schutzhelm zu tragen, wenn diesbezüglich vorhandene Rückhaltesysteme angelegt sind. In Österreich wurde durch den Erlass des Verkehrsministeriums (GZ. 179.708/1-II/B/7/00 vom 9. Februar 2000) eine ähnliche Regelung in Kraft gesetzt. Diese Verordnungen bzw. Erlasse wurden eigens für den überdachten BMW-C1-Motorroller geschaffen. In der Schweiz ist das durch Art. 3b, Abs. 2, Ziffer d VRV gedeckt („Führer und Mitfahrer auf Sitzen, die mit Sicherheitsgurten versehen sind“). Eine derartige Regelung gibt es in Schweden und Großbritannien nicht.

## Gurtpflicht für Flugzeugpassagiere
Während allgemein das Anschnallzeichen zum Anlegen des Sichherheitsgurtes auffordert, besteht in Flugzeugen der Fluggesellschaft Lufthansa und deren Regionalpartnern seit 2007 eine Gurtpflicht für die gesamte Zeit einer Flugreise und nicht nur bei Starts, Landungen oder während des Fluges auftretender Turbulenzen. Ausnahme bleiben WC-Besuche.

## Verwandte Themen
- Passive Sicherheitseinrichtungen, die den Gurt ergänzen, sind Kopfstützen und Airbags, die weiche und flache Ausgestaltung des ehemals harten Armaturenbretts nun ohne vorstehende Schalter.
- Schon das Sitzen mit überkreuzten Beinen erzeugt ein erhöhtes Verletzungsrisiko, das Hochlagern von Füßen am Armaturenbrett oder nutzen einer Liegeposition der Sitzlehne macht den Gurt weitgehend unwirksam.
- Patienten in Krankentransportwagen werden mitunter gegen die Fahrtrichtung sitzend transportiert, ein betreuender Sanitäter oft quer zu ihr.
- In Stadtbussen (ohne Gurte) und manchen Reise- und Fernbussen (zumeist mit Gurten) kommt Transport gegen die und quer zur Fahrtrichtung vor.
- In eher historischen Schlaf-Bussen kam Transport liegend quer zur Fahrtrichtung vor.
- Mit Gurtschlitten und Überschlagsimulator kann die Wirkung des Gurtes demonstriert werden.
- Themenliste Straßenverkehr, Themenliste Fahrzeugtechnik
- Zum Kindertransport im Autos werden Gurte eines (angegurteten oder sonst wie befestigten) Kindersitzes verwendet oder wird der Körperschwerpunkt eines größeren Kinds durch eine Sitzerhöhung an die Wirkhöhe des Standardgurts angepasst. Kleinkinder werden mitunter gegen die Fahrtrichtung sitzend in einer gurtgehaltenen Babyschale angegurtet transportiert. Ein Armaturenbrett-Airbag ist dabei abzuschalten.
- Kindertransport per Fahrrad, ob am Kindersitz, in der Kabine eines Transportrads oder im Fahrradanhänger, ist (auch) in Österreich seit vielen Jahren gurt-anschnallpflichtig. Ebenso der Transport in einer Babyschale in Anhänger oder Lastenradkabine. Kindersitze am Fahrrad vor der lenkenden Person sind in Österreich heute selten und eigentlich verboten.
- Personentransporte von Erwachsenen in Fahrrad-Rikschas sind selten und unterliegen in Österreich derzeit (2018–2020) keiner Gurtpflicht.